# Teplotní roztažnost

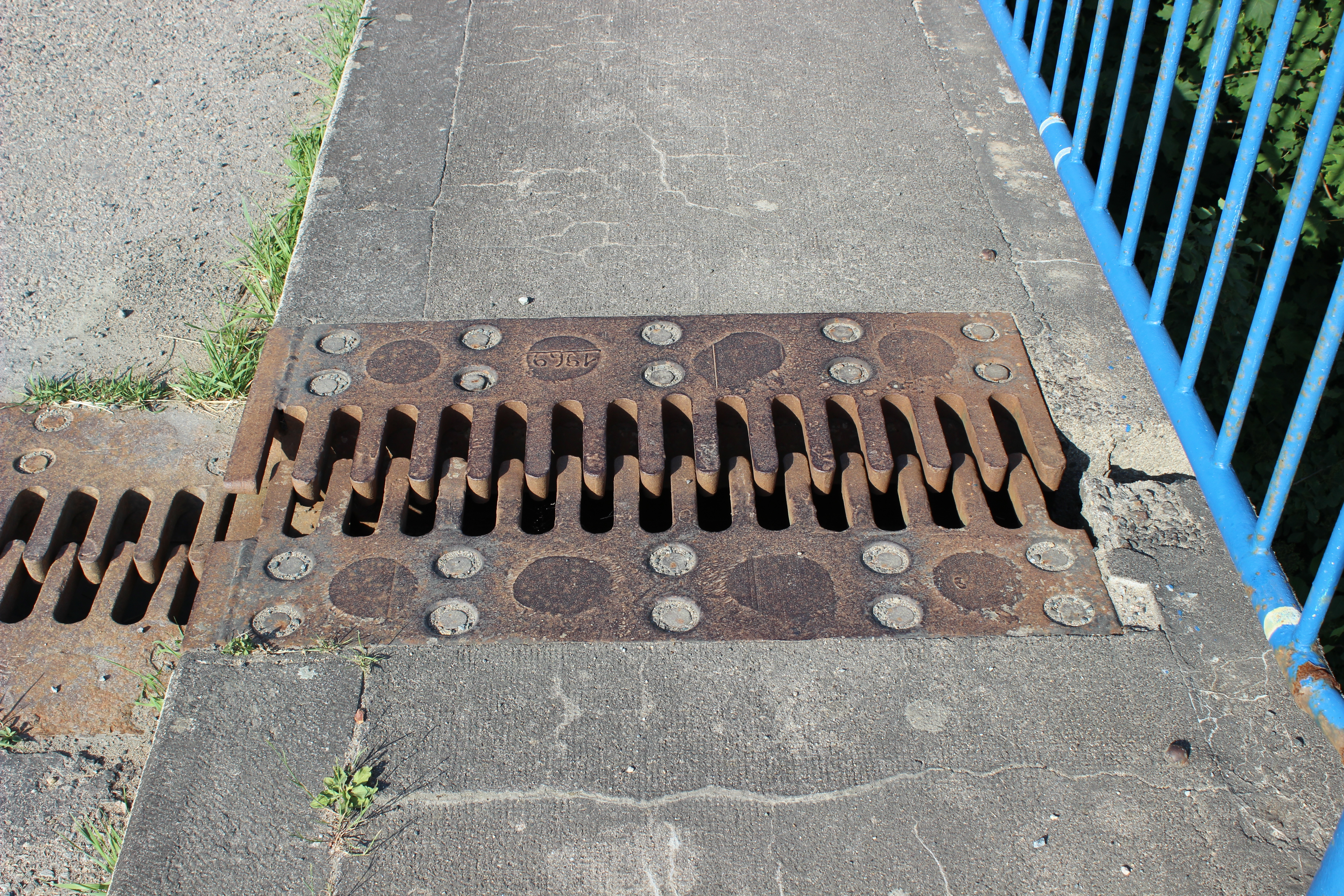
Ve stavebnictví se teplotní roztažnosti materiálů a následnému vzniku prasklin předchází dilatacemi, které vytváří prostor pro změny objemů materiálů

Teplotní roztažnost je jev, při kterém se po dodání/odebrání tepla tělesu (po zahřátí/ochlazení tělesa o určitou teplotu) změní délkové rozměry (objem) tělesa. Většina látek se při zahřívání rozpíná, to znamená, že jejich molekuly se pohybují rychleji a jejich rovnovážné polohy jsou dále od sebe.
V prvním přiblížení se uvažuje přímá úměrnost mezi změnou veličiny {\displaystyle \Delta X} a změnou teploty {\displaystyle \Delta T}. Matematicky vyjádřeno, změna délky (objemu) je lineární funkcí změny teploty T.
{\displaystyle \Delta X=X_{0}\cdot \gamma \cdot \Delta T}
{\displaystyle X_{0}} představuje výchozí hodnotu veličiny {\displaystyle X} před změnou teploty, {\displaystyle \gamma } je součinitel (koeficient) teplotní roztažnosti, který bývá udáván v jednotkách K−1.

## Teplotní objemová roztažnost
Teplotní objemová roztažnost je jev, při kterém se látka zahřátá o určitou teplotu zvětší o určitý objem.
Objemová roztažnost se uplatňuje u pevných látek, kapalin i plynů.
Předpokládejme, že určité těleso má při teplotě {\displaystyle t_{0}} objem {\displaystyle V_{0}} a při teplotě {\displaystyle t} objem {\displaystyle V}. Velikost změny objemu označíme {\displaystyle \Delta V=V-V_{0}} a velikost změny teploty {\displaystyle \Delta t=t-t_{0}}.
Pro malé teplotní rozdíly lze vztah mezi změnou objemu a změnou teploty přiblížit lineární závislostí, tedy zapsat ve tvaru
{\displaystyle \Delta V=\beta V_{0}\Delta t}
Rozepsáním změny objemu lze vztah zapsat ve tvaru
{\displaystyle V=V_{0}(1+\beta \Delta t)},
kde {\displaystyle V_{0}} je objem tělesa při pevně zvolené teplotě {\displaystyle t_{0}} (obvykle 0 °C nebo 20 °C).

### Součinitel teplotní objemové roztažnosti
Koeficient úměrnosti {\displaystyle \beta } se nazývá součinitel (koeficient) teplotní objemové roztažnosti.
Přesně (tj. aniž by bylo nutno předpokládat lineární závislost objemu na teplotě) je tato fyzikální veličina definována vztahem:
{\displaystyle \beta ={\frac {1}{V_{0}}}{\frac {\mathrm {d} V}{\mathrm {d} t}}}
Přitom je nutno pro přesnou definici uvést typ změny, tedy podmínky za kterých probíhá (např. při stálém tlaku, adiabaticky apod., důležitá může být i přítomnost elektromagnetického pole). V případech, kdy vlivy jiných veličin či okolností jsou zanedbatelné, nebo známé z kontextu, typ změny se neuvádí (běžné inženýrské aplikace u pevných látek a kapalin, probíhající při konstantním atmosférickém tlaku).

#### Značení a jednotky
Doporučené značky: {\displaystyle \alpha _{V}\,}, {\displaystyle \alpha \,}, {\displaystyle \gamma \,}
V českých učebnicích a tabulkách hojně přetrvává (pro pevné látky a kapaliny) značení {\displaystyle \beta \,} podle staré normy. Značka {\displaystyle \gamma \,} se zpravidla používá pro plyny.
Jednotkou je reciproký kelvin, K−1 (dříve používaná jednotka °C−1 již není přípustná).

### Změna hustoty
Teplotní změny objemu mají za následek teplotní změny hustoty látky, neboť hmotnost tělesa {\displaystyle m} se při změně teploty nemění.
Je-li při teplotě {\displaystyle t_{0}} hustota tělesa {\displaystyle \rho _{0}}, pak pro hustotu látky při teplotě {\displaystyle t} lze psát
{\displaystyle \rho ={\frac {m}{V}}={\frac {m}{V_{0}(1+\beta \Delta t)}}\approx \rho _{0}(1-\beta \Delta t)}

### Anomálie teplotní objemové roztažnosti
Hodnota součinitele teplotní objemové roztažnosti závisí nejen na druhu látky, ale také na teplotě. Pro většinu látek je kladný, tzn. že objem tělesa se se vzrůstající teplotou zvětšuje.
Zajímavou (a z hlediska existence života důležitou) odchylkou je objemová roztažnost vody. Při zvyšování teploty od 0 °C do 3,98 °C se objem vody zmenšuje a její hustota se zvyšuje. Hustota vody je největší při teplotě 3,98 °C, při dalším zvyšování teploty dochází ke snižování hustoty vody (a tedy ke zvětšování objemu).
Při ochlazování vody k bodu mrazu bude klesat ke dnu nejdříve voda o teplotě 3,98 °C (protože má vyšší hustotu), chladnější voda pak bude zůstávat u hladiny. Při dosažení bodu mrazu pak voda na hladině zamrzne a vytvoří ledový příkrov, pod nímž se nadále může udržovat voda kapalná a udržovat tak podmínky pro život i v zimě.
Byly objeveny i jiné materiály s anomální roztažností, např. fluorid skanditý ScF3. Mají význam v technických aplikacích, kde se využívají ke kompenzování roztažnosti jiných materiálů.

## Teplotní délková roztažnost

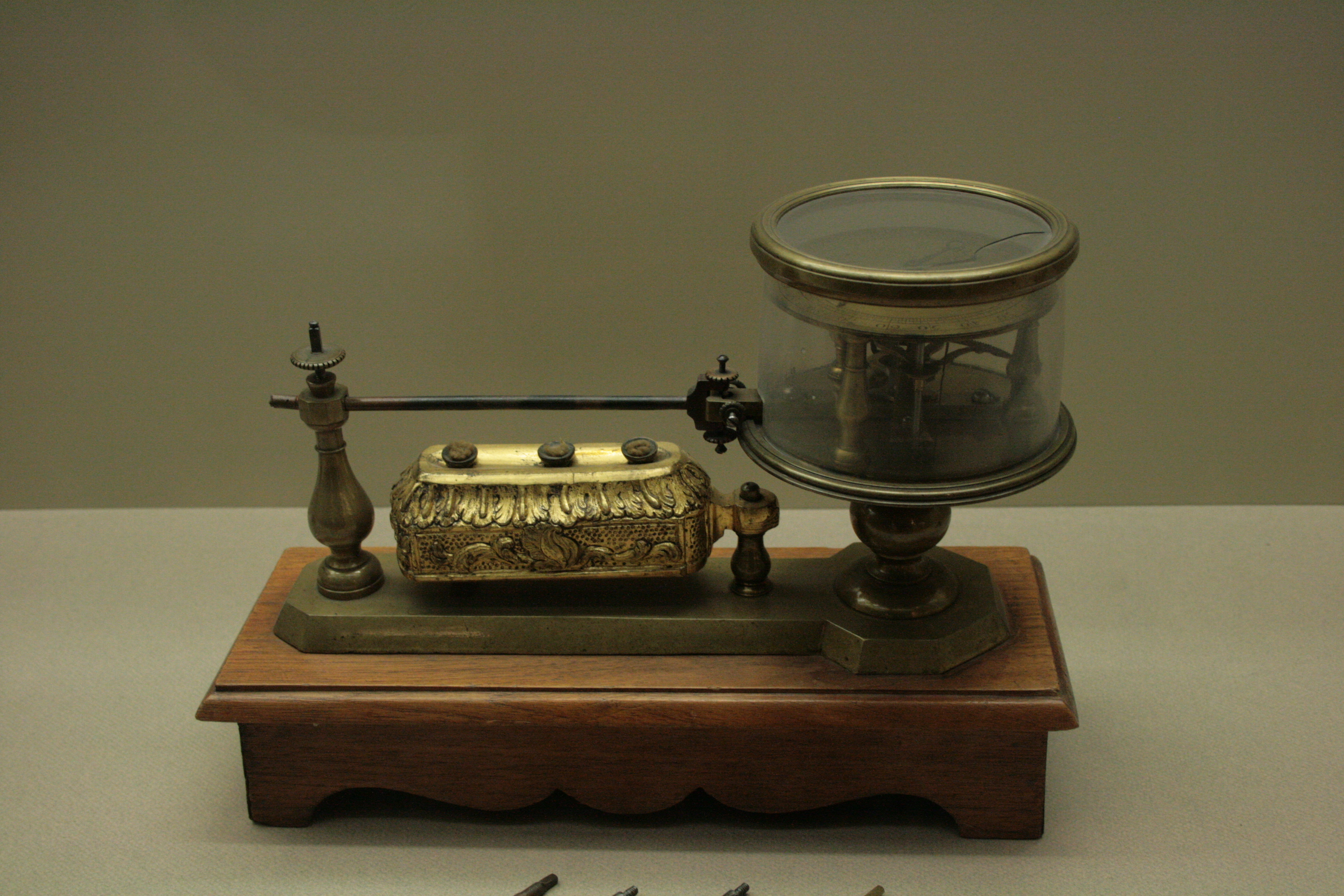
Dilatometr pro měření lineární tepelné roztažnosti

Teplotní délková (lineární) roztažnost je jev, při kterém se délka tělesa zahřátého o určitou teplotu roztáhne v daném směru o určitou délku.
Délková roztažnost má zpravidla smysl pouze u pevných těles. Izotropní tělesa mají délkovou roztažnost ve všech směrech stejnou, v anizotropních tělesech však může být délková roztažnost v různých směrech různá (např. v krystalech), proto je nutno daný směr specifikovat. Zpravidla se o délkové roztažnosti hovoří u těles protáhlého tvaru s jedním délkovým rozměrem výrazně převyšujícím zbylé dva. V takovém případě, míní-li se roztažnost v tomto směru, se směr neudává.
U tekutin proměnného tvaru (kapalin a plynů) lze hovořit o délkové roztažnosti pouze tehdy, je-li ve dvou rozměrech objem omezen stěnami nádoby - známá je např. teplotní změna délky kapalinového sloupce využívaná v kapalinových teploměrech.
Předpokládejme, že určité těleso má při teplotě {\displaystyle t_{0}} délku {\displaystyle l_{0}} a při teplotě {\displaystyle t} délku {\displaystyle l}. Velikost délkové změny označíme {\displaystyle \Delta l=l-l_{0}} a velikost změny teploty {\displaystyle \Delta t=t-t_{0}}.
Pro malé teplotní rozdíly lze vztah mezi změnou délky a změnou teploty přiblížit lineární závislostí, tedy zapsat ve tvaru
{\displaystyle \Delta l=\alpha l_{0}\Delta t}
Rozepsáním změny délky lze vztah zapsat ve tvaru
{\displaystyle l=l_{0}(1+\alpha \Delta t)},
kde {\displaystyle l_{0}} je délka tělesa při pevně zvolené teplotě {\displaystyle t_{0}} (obvykle 0 °C nebo 20 °C).

### Součinitel teplotní délkové roztažnosti
Koeficient úměrnosti {\displaystyle \alpha } se nazývá součinitel (koeficient) teplotní délkové roztažnosti.
Přesně (tj. aniž by bylo nutno předpokládat lineární závislost délky na teplotě) je tato fyzikální veličina definována vztahem:
{\displaystyle \alpha ={\frac {1}{l_{0}}}{\frac {\mathrm {d} l}{\mathrm {d} t}}}

#### Značení a jednotky
Doporučené značky: {\displaystyle \alpha _{l}\,}, či pouze {\displaystyle \alpha \,}, nehrozí-li záměna se součinitelem objemové roztažnosti)
Jednotkou je reciproký kelvin, K−1 (dříve používanou jednotku °C−1 již norma ČSN EN ISO 80000-5 pro veličiny a jednotky v termodynamice jako přípustnou neuvádí).

### Kvadratické přiblížení teplotní délkové roztažnosti
Hodnota součinitele teplotní délkové roztažnosti závisí nejen na druhu látky, ale také na teplotě. Pro většinu pevných látek je {\displaystyle \alpha >0}, tzn. že délka tělesa se se vzrůstající teplotou zvětšuje.
V širším teplotním rozmezí je délková roztažnost lépe popsána vzorcem
{\displaystyle l=l_{0}(1+\alpha _{1}\Delta t+\alpha _{2}\Delta t^{2})},
v němž je délková roztažnost popsána dvěma součiniteli {\displaystyle \alpha _{1}} (s jednotkou K−1) a {\displaystyle \alpha _{2}} (s jednotkou K−2), přičemž obvykle platí, že {\displaystyle \alpha _{2}<<\alpha _{1}}. Kvadratický člen se tak uplatňuje pouze u vyšších teplotních rozdílů, protože součinitel {\displaystyle \alpha _{2}} bývá malý.

### Průměrný součinitel
V praxi se často postupuje tak, že se zavádí průměrný součinitel {\displaystyle {\overline {\alpha }}}, který umožňuje lineární interpolaci teplotní roztažnosti v širším rozmezí teplot, tzn.
{\displaystyle l=l_{0}(1+{\overline {\alpha }}\Delta t)}
Pro teploty, které jsou blízké teplotě {\displaystyle t_{0}} je rozdíl mezi {\displaystyle \alpha } a {\displaystyle {\overline {\alpha }}} malý. Na širším rozmezí teplot však průměrný součinitel teplotní roztažnosti popisuje skutečnou závislost lépe než lineární vztah.

### Vztah mezi objemovou a délkovou roztažností
Uvažujeme-li těleso ve tvaru krychle, které má při teplotě {\displaystyle t_{0}} délku hrany {\displaystyle l_{0}}, pak objem tohoto tělesa při teplotě {\displaystyle t_{0}} je {\displaystyle V_{0}=l_{0}^{3}}. Při teplotě {\displaystyle t} plyne ze vztahů pro délkovou roztažnost
{\displaystyle V=l^{3}=\left[l_{0}(1+\alpha _{1}t)\right]\left[l_{0}(1+\alpha _{2}t)\right]\left[l_{0}(1+\alpha _{3}t)\right]=l_{0}^{3}(1+\alpha _{1}t)(1+\alpha _{2}t)(1+\alpha _{3}t)=V_{0}(1+\alpha _{1}t)(1+\alpha _{2}t)(1+\alpha _{3}t)},
kde {\displaystyle \alpha _{1},\alpha _{2},\alpha _{3}} jsou koeficienty teplotní délkové roztažnosti v různých směrech a {\displaystyle V_{0}} označuje objem tělesa při teplotě {\displaystyle t_{0}}.
Pro anizotropní těleso mohou být součinitele délkové roztažnosti obecně různé. Pro izotropní těleso jsou však všechny součinitele stejné, tzn. {\displaystyle \alpha =\alpha _{1}=\alpha _{2}=\alpha _{3}}, a předchozí vztah lze upravit
{\displaystyle V={\left[l_{0}(1+\alpha t)\right]}^{3}=V_{0}(1+3\alpha t+3\alpha ^{2}t^{2}+\alpha ^{3}t^{3})}
Protože {\displaystyle \alpha } je malé, lze vyšší mocniny zanedbat. Položíme-li {\displaystyle \beta \approx 3\alpha }, pak dostaneme
{\displaystyle V=V_{0}(1+\beta t)}
Pro izotropní materiály tedy platí, že je hodnota koeficientu {\displaystyle \alpha } rovna přibližně třetině koeficientu teplotní objemové roztažnosti {\displaystyle \beta }, neboť
{\displaystyle \beta \approx 3\alpha }.